# Gorivi članak s čvrstim oksidima kao elektrolitom
Gorivi članak s čvrstim oksidima kao elektrolitom (SOFC, eng. Solid Oxide Fuel Cell) je elektrokemijski uređaj za energetske pretvorbe koji proizvodi električnu energiju oksidiranjem goriva. Gorivi članke karakterizira njihov elektrolitski materijal, a kako i samo ime govori, SOFC koriste čvrsti oksid ili keramiku kao elektrolit. Prednosti ove skupine gorivih članaka su velika učinkovitost, dugotrajna stabilnost, fleksibilnost goriva, niske emisije i troškovi. Najveći nedostatak je visoka radna temperatura koja rezultira dužim vremenom pokretanja i problemima mehaničke i kemijske kompatibilnosti.

## Uvod
Gorivi članci s čvrstim oksidima imaju široko područje primjene, od uporabe za pomoćna napajanja u vozilima do stacionarne proizvodnje energije od 100W do 2MW. Rade na vrlo visokim temperaturama, obično između 500 i 1000°C. Iskoristivost za ovaj tip članaka je relativno loša, oko 60%, ali se otpadna toplina može koristiti za proizvodnju pare čime iskoristivost može porasti i do 85%. U ovim ćelijama ioni kisika prolaze difuzijom kroz elektrolitni materijal čvrstog oksida pri visokoj temperaturi i reagira s vodikom na anodnoj strani.
Zbog visoke radne temperature SOFC nemaju potrebu za skupim katalizatorom za razliku od gorivih članaka s polimernom membranom kao elektrolitom (PEMFC) i drugih vrsta članaka, koji rade na nižim temperaturama. Kod njih se gorivo može reformirati unutar same anode dok bi kod PEMFC došlo do uništavanja katalizatora ugljičnim monoksidom. Zahvaljujući tome, SOFC mogu raditi na širok spektar goriva kao što su: metan, propan, butan, zemni plin, fermentacijske plinove, uplinjenu biomasu, itd. Sumpor sadržan u gorivu mora se ukloniti prije ulaska u članak, što se lako postiže filtriranjem pomoću aktivnog ugljika ili cinkovim absorbentom. SOFC se može povećati učinkovitost uporabom topline dobivene iz egzotermnog procesa elektrokemijske oksidacije vodika za endotermni proces reforminga goriva. Unutarnje reformiranje omogućuje veliko smanjenje troškova.
Toplinska ekspanzija zahtijeva ujednačen i spor proces zagrijavanja na početku. Obično je to 8 ili više sati. Mikro-cjevaste geometrije daju puno kraće vrijeme pokretanja, reda veličine u minutama.
Za razliku od većine drugih tipova gorivih članaka, SOFC može imati različite vrste geometrija. Pločasta geometrija je tipična geometrija koju rabi većina gorivih članaka pri kojoj je elektrolit u sendviču između elektroda. SOFC mogu biti napravljeni u cjevastom obliku gdje zrak ili gorivo prolazi kroz unutrašnjost cijevi, a drugi plin prolazi s vanjske strane cijevi. Prednost takve geometrije je u puno lakšoj hermetizaciji goriva. Učinkovitost pločaste geometrije je zasad veća nego za cjevastu geometriju jer kada ih usporedimo, pločasta geometrija ima manji otpor. Među ostalim geometrijama se nalaze i modificirane pločastog članka (MPC ili MPSOFC) kod kojih ravnu površinu pločastog članka zamjenjuje valovita. Takve geometrije su obećavajuće jer imaju prednosti i pločastih (nizak otpor) i cjevastih članaka (lakša hermetizacija).

## Rad
Gorivi članak s čvrstim oksidom je sastavljena od četiri sloja, od kojih su tri keramika. Jedan članak sastavljen od ta četiri sloja je obično debeo samo par milimetara. Stotine takvih članaka se zatim spajaju u serije (eng. "SOFC stack"). Keramika koja se rabi u SOFC ne postaje električno i ionski aktivna dok ne dosegne vrlo visoku temperaturu i kao posljedica toga spojevi članaka moraju raditi na temperaturama od 600 do 1000°C. Redukcija kisika u kisikove ione događa se na katodi. Ti ioni zatim difuzijom prolaze kroz čvrsti oksidni elektrolit do anode gdje elektrokemijski oksidiraju gorivo. Produkti ove reakcije su voda i dva elektrona. Oslobođeni elektroni tada teku kroz odvojeni krug u kojem mogu obavljati rad, a ciklus se ponavlja kada elektroni ponovno dođu u katodni materijal.

### Anoda
Keramički (anodni) sloj mora biti veoma porozan kako bi propustio gorivo do elektrolita. Najčešće rabljeni materijal je cermet sastavljen od nikla pomiješanog s keramičkim materijalom koji se rabi za elektrolit u datom članku, najčešće je to YSZ (cirkonij stabiliziran itrijem). Anoda je obično najdeblji i najjači sloj u svakom posebnom članu, jer ima najmanje polarizacijske gubitke i često je sloj koji daje mehaničku potporu. Elektrokemijski gledano, svrha anode je da upotrijebi kisikove ione koji difuziraju kroz elektrolit za oksidaciju goriva. Reakcija oksidacije između kisikovih iona i vodika proizvodi vodu i struju. Četiri minerala od kojih se sastoji SOFC su BSCF (barij, stroncij, kobalt i željezo).

### Elektrolit
Elektrolit je gust sloj keramike, koja provodi kisikove ione. Njegova električna vodljivost mora biti što je moguće niža, kako bi se spriječili mogući gubitci od curećih struja. Visoke radne temperature dopuštaju, da prijenos kisikovih iona bude dostatan za dobre performanse. Ipak, kako se temperatura približava donjoj granici pri oko 600°C, elektrolit počinje pokazivati velik otpor ionskom transportu i utjecati na rad. Popularni elektrolitski materijali uključuju YSZ (najčešće 8%-ni oblik Y8SZ) i gadolinijem pročišćen cerij (GDC).

### Katoda
Katoda ili zračna elektroda je tanak porozan sloj elektrolita gdje se odvija redukcija kisika. Reakcija zapisana u Köger-Vink notaciji izgleda ovako:
{\displaystyle {\frac {1}{2}}\mathrm {O_{2}(g)} +2\mathrm {e'} +{V}_{o}^{\bullet \bullet }\longrightarrow {O}_{o}^{x}}
Katodni materijal mora biti električno vodljiv. Trenutno se za komercijalnu uporabu najviše koristi lantan-stroncijev manganit (LSM) zbog njegove kompatibilnosti s GDC elektrolitima. Mehanički, ima sličan koeficijent toplinske rastezljivosti kao YSZ što ograničava naprezanja koja nastaju zbog CTE neslaganja. Također, LSM slabo kemijski reagira s YSZ-om što produžuje životni vijek materijala. Nažalost, LSM je slab ionski vodič pa je elektrokemijski aktivna reakcija ograničena na trojnu granicu faza (TPB) gdje se elektrolit, zrak i elektroda sastaju. LSM radi dobro kao katoda pri visokim temperaturama, ali njegove performanse naglo padaju ako se radna temperatura spusti ispod 800°C. Kako bi se zona reakcije povećala van TPB, potencijalni katodni materijal mora bit sposoban voditi i elektrone i kisikove ione. Kompozitne katode koje se sastoje od LSM-a i YSZ-a se rabe kako bi se povećala duljina te trojne granice faza. MIEC, keramike koje vode i elektrone i ione, kao što je perovskite LSCF, se istražuju za uporabu u SOFC-ima za umjerene temperature jer su aktivnije i mogu kompenzirati porast aktivacijske energije reakcije.

### Međuspoj
Međuspoj može biti ili metalni ili keramički sloj koji leži između pojedinih članaka. Njegova svrha je povezivanje svakoga članka u seriji kako bi se struje koje proizvode pojedine članke mogle kombinirati. Kako je pri tome izložen i oksidirajućoj i reducirajućoj strani članka na visokim temperaturama, mora biti izuzetno stabilan. Iz tog razloga keramike se dugoročno pokazuju bolji materijal za međuspoj od metala. Ipak, keramike koje se rabe za to su vrlo skupe u odnosu na metale. Niklove i čelične legure sve više obećavaju kako se razvijaju SOFC za niže temperature (600-800°C). Najčešći intermetalni materijali danas rabljeni su pročišćeni lantanovi kromidi. Keramičko-metalni kompoziti zvani cermet se također razmatraju jer su pokazali termalnu postojanost pri visokim temperaturama uz izvrsnu električnu vodljivost.

## Polarizacije
Polarizacije su gubitci u naponu zbog nesavršenosti u materijalima, mikrostrukturi i dizajnu gorivog članka. Polarizacije nastaju iz omskog otpora kisikovih iona prilikom vođenja kroz elektrolit, elektrokemijske aktivacijske barijere na anodi i katodi i napokon koncentracija polarizacija zbog nesposobnosti plinova da velikim brzinama difundiraju kroz pore anode i katode (prikazano kao ηA za anodu i ηC za katodu).

V = E0 − iRω − ηkatode − ηanode

Kod SOFC treba se usredotočiti na omsku i koncentracijsku polarizaciju jer je pri visokim temperaturama aktivacijska polarizacija mala. Ipak, kako se bližimo donjoj granici rada od ~600°C i aktivacijska polarizacija postaje bitna.

### Omska polarizacija
Omski gubitci u gorivom članku proizlaze od ionske vodljivosti kroz elektrolit. To svojstvo ovisi od kristalne strukture materijala i atoma koji ju čine. Ipak, postoji više načina na koje se može povećati ionska vodljivost. Rad na višim temperaturama, npr., može znatno smanjiti omske gubitke. Povrh toga, supstitucijske metode poboljšavanja kristalne strukture i kontrola nepravilnosti također mogu odigrati značajnu ulogu u povećanju vodljivosti. Još jedan način za smanjenje omskog otpora je smanjenje same debljine elektrolitskog sloja.

### Koncentracijska polarizacija
Koncentracijska polarizacija je rezultat konačnog difuzijskog procesa plina koji određuje kretanje plinova u i iz elektrokemijske reakcije. Količinu masenog protoka plinova opisuje prvi Fickov zakon. Maksimalna količina difuzije plina (koja je u direktnoj vezi s trenutno maksimalno postizivom gustoćom) se postiže kada se pretpostavi da je koncentracija goriva u elektrokemijski aktivnom području jednaka nuli. Razlika potencijala između slučaja u kojem struja teče i slučaja kad ne teče je koncentracijska polarizacija i jednaka je:
{\displaystyle {\eta }_{conc}={\frac {RT}{nF}}\ln \left(1-{\dfrac {i}{i}}_{l}\right)}
Pri čemu je:
R = plinska konstanta
T0 = radna temperatura
n = broj elektrona izmijenjenih u elektrokemijskoj reakciji
F = Faradayeva konstanta
i = radna struja
il = maksimalna struja
Koncentracijska polarizacija jako ovisi o vrsti korištenih plinova kao i o udaljenosti kroz koju moraju difundirati. Postotak volumena pora kao i duljina difuzije se mogu mijenjati u svrhu optimizacije ovih svojstava. Za slične geometrije, katodne koncentracije su mnogo veće nego anodne koncentracije zbog manje difuznosti O2/N2 u katodi nego H2/H2O u anodi.

### Aktivacijska polarizacija
Aktivacijska polarizacija je rezultat kinetike povezane s elektrokemijskim reakcijama. Svaka reakcija ima određenu aktivacijsku barijeru koja se mora nadići kako bi se proces pokrenuo, a ta barijera vodi do polarizacije. Jednadžba polarizacije navedena niže se dobiva rješavanjem Butler-Volmerove jednadžbe za stanje velike gustoće struje (u kojem članak obično radi):
{\displaystyle {\eta }_{act}={\frac {RT}{{\beta }zF}}\ln \left({\frac {i}{i}}_{0}\right)}
Pri čemu je:
R = plinska konstanta
T0 = radna temperatura
β = koeficijent prijenosa elektrona
z = elektroni povezani s elektrokemijskom reakcijom
F = Faradayeva konstanta
i = radna struja
i0 = gustoća struje izmjene

Polarizacija se najlakše može izmijeniti mikrostrukturalnom optimizacijom. Duljina trojne granice faza (TPB), duljina na kojoj se porozni, ionski i elektrovodljivi putevi sastaju, direktno je povezana s elektrokemijski aktivnom duljinom u članku. Što je ta duljina veća, više reakcija se može odvijati i tako rezultira manjom aktivacijskom polarizacijom. Optimizacija duljine TPB može se postići utjecanjem na mikrostrukturu ili odabirom materijala kako bi se uporabom miješanog ionskog/električnog vodiča povećala duljina TPB.

## Istraživanja
Današnja istraživanja idu u smjeru SOFC za niže temperature (600°C) kako bi se smanjili troškovi materijala, što će pak omogućiti uporabu metalnih materijala s boljim mehaničkim svojstvima i toplinskom vodljivošću.
Trenutno se radi na poboljšavanju fleksibilnosti u pogledu vrste goriva. Dok je stabilan rad postignut s raznim varijantama ugljikovodičnih goriva, te ćelije obično ovise o eksternom procesiranju goriva. U slučaju zemnog plina, gorivo se ili eksterno ili interno reformira i odvajaju se sumporovi spojevi. Ovi procesi pridonose troškovima i kompleksnosti SOFC sustava. U brojnim institucijama se trenutno radi na poboljšavanju stabilnosti anodnih materijala pri oksidaciji ugljikovodika, čime bi se smanjili zahtjevi za procesiranjem goriva i smanjili troškovi SOFC postrojenja.
Također se radi na smanjenju vremena pokretanja što bi omogućilo mobilnu primjenu SOFC. Pošto, zahvaljujući fleksibilnosti goriva, mogu raditi na djelomično reformirani dizel to ih čini zanimljivim kao pomoćno napajanje za kamione hladnjače.
Delphi Automotive Systems i BMW razvijaju SOFC koji će raditi kao pomoćno napajanje u automobilima. Visokotemperaturna goriva ćelija će proizvoditi svu potrebnu struju što će omogućiti da motor bude manji i ekonomičniji. Gorivi članak bi radio na isto gorivo kao i motor te napajao električne sustave i klimu dok bi se motor gasio kad nije potreban (npr. na semaforu).
Rolls-Royce razvija gorive članke s čvrstim oksidima dobivene tiskanjem na jeftine keramičke materijale. Rolls-Royce Fuel Cell Systems Ltd razvija hibridni sistem SOFC i plinske turbine pogonjen zemnim plinom, a u svrhu proizvodnje električne energije u redovima veličine megavata.
Ceres Power Ltd je razvio povoljan SOFC koji radi na nižim temperaturama (500-600°C). Umjesto za to trenutno standardne YSZ keramike, upotrebljen je cerij-gadolinijev oksid (CGO) što omogućuje korištenje nehrđajućeg čelika za potporu keramike.
Solid Cell Inc. su razvili jedinstvenu, jeftinu arhitekturu članka, koja kombinira svojstva pločastih i cjevastih geometrija uz međuspoj od cermeta bez kroma.
Napredna istraživanja gorivih članaka na institutima sveučilišta postaju sve popularnija. Centar za visokotemperaturnu elektrokemiju (HITEC) na Sveučilištu u Floridi trenutno proučava prijenos iona, elektrokatalizatorske fenomene i mikrostrukturalne karakterizacije vodiča iona.

## ITSOFC
Gorivi članci s čvrstim oksidima koji rade na umjerenim temperaturama, dakle između 600 i 800°C nazivaju se ITSOFC ( eng. intermediate temperature solid oxide fuel cells). Zbog velikih troškova materijala za rad na temperaturama iznad 900°C, ekonomičnije je da SOFC rade na nižim temperaturama. Povećanje performansi ITSOFC je također tema mnogih istraživanja. Posebni fokus pada na područje katodnog materijala. Smatra se da je reakcija redukcije kisika odgovorna za mnoge gubitke. Stoga se proučava i poboljšava katalitička aktivnost katode raznim metodama, uključujući i primjenu katalizatora.

## Vanjske poveznice
- University of Birmingham Fuel Cell Group  Arhivirana inačica izvorne stranice od 21. srpnja 2009. (Wayback Machine)

- Amazon.com članak o gorivim ćelijama

- "Materials & Systems Research, Inc.'s (MSRI) razvoj SOFC tehnologije

- CSA pregled gorivih ćelija  Arhivirana inačica izvorne stranice od 5. studenoga 2014. (Wayback Machine)

- Ministarstvo energetike Sjedinjenih Država o SOFC

- Illinois Institute of Technology o SOFCs

- More Powerful Fuel Cells Get Closer To Market

- Solid Cell Inc. - razvoj SOFC